# Český Brod
Český Brod är en stad i Tjeckien.   Den ligger i regionen Mellersta Böhmen, i den centrala delen av landet, 30 km öster om huvudstaden Prag. Český Brod ligger 223 meter över havet och antalet invånare är 6 609.
Terrängen runt Český Brod är lite kuperad. Runt Český Brod är det ganska glesbefolkat, med 45 invånare per kvadratkilometer. Närmaste större samhälle är Brandýs nad Labem-Stará Boleslav, 18,8 km nordväst om Český Brod. Trakten runt Český Brod består till största delen av jordbruksmark.